# Сокаж
Сокаж (англ. Socage) — термин средневековой Англии, означавший держание крестьянином земельного участка за плату или отработку в пользу феодала.
Этот термин происходит от термина «сока» (др.-англ. soca; англ. soke), который в англосаксонский период означал процесс передачи иска, вытекающего из земельных отношений, в суд сеньора или королевский суд. 
Сокмены, державшие землю на условиях сокажа, в отличие от вилланов (крепостных), были лично свободными людьми.
Постепенно, в частности, в результате отмены феодальной обязанности нести военную службу в правление Карла II, сокмены превратились во фригольдеров.